# Un noi anomenat Nord
Un noi anomenat Nord (títol original: North) és una pel·lícula estatunidenca dirigida per Rob Reiner, estrenada l'any 1994. Ha estat doblada al català.

## Argument
El jove North és un noi brillant però els seus pares no li fan gaire cas. Decideix de trobar altres pares…

## Repartiment
- Elijah Wood: North
- Bruce Willis: veu del narrador
- Jason Alexander: pare de North
- Julia Louis-Dreyfus: mare de North
- Marc Shaiman: el pianista
- Jussie Smollett: Adam
- Taylor Fry: Zoe
- Alana Austin: Sarah
- Alan Zweibel: Entrenador
- Scarlett Johansson: Laura Nelson
- Dan Aykroyd: Pa Tex
- Jon Lovitz: Arthur Belt
- Graham Greene: el pare de l'Alaska
- Kathy Bates
- Abe Vigoda: l'avi del Alaska
- Alan Arkin: el jutge Buckle
- Kelly McGillis: la mare amish
- Lauren Tom: Sra Ho

## Premis i nominacions

### Premis
- 1995: premi Young Artist per Matthew McCurley

### Nominacions
- 1995: nominacions als premis Young Artist pel film i per Elijah Wood
- 1995: 6 nominacions als premis Premi Golden Raspberry, incloent-hi el de pitjor pel·lícula, director i actor (Willis)
- 1995: nominació als premis Saturn Awards per Elijah Wood

## Al voltant de la pel·lícula
- Scarlett Johansson fa el seu primer paper en aquest film.[3]
- Els crítics americans Roger Ebert i Gene Siskel han elegit Un noi anomenat North pitjor film del decenni 1990.[3]
- El critic The Nostalgia Critic ha atribuït a aquest film el premi al « pitjor acudit de tots els temps ».
- Kelly McGillis té aquí el paper d'una amish després de Witness, estrenada l'any 1985.[3]
- Crítica: "Tan ambiciosa com finalment fallida. Un fill viatja sense sentit darrere d'uns pares ideals. Localitzacions mil i, de la seva mà, el caos"[4]